# 1 for 3
1 for 3 là một loạt phim hài kịch tình huống được phát sóng bởi GMA Network. Phim được đạo diễn bởi Bert de Leon, phim có sự tham gia của Vic Sotto, Rosanna Roces và Ai-Ai delas Alas. Phim được công chiếu vào ngày 10 tháng 4 năm 1997. Loạt phim kết thúc vào ngày 24 tháng 6 năm 2001. Loạt phim đã được thay thế bằng chương trình Daddy Di Do Du trong khung giờ phát sóng đó.

## Diễn viên và nhân vật
Diễn viên chính
- Vic Sotto[1] trong vai Eugenio aka Gene/Jean
- Rosanna Roces[2] trong vai Susie
- Charlene Gonzales[3] trong vai Marilen
- Ai-Ai delas Alas[4] trong vai Tambulite aka Tam
- Imee Marcos trong vai Cynthia

Diễn viên phụ
- Nanette Inventor[3] trong vai Mrs. Lorenzo
- Joshua Zamora trong vai Miko Lorenzo
- Allan K. trong vai Alexis/Gorgonio "Gorgy" Magalpoc
- Miles Canapi trong vai Bubbles
- Patricia Perez trong vai Val
- Mickey Ferriols trong vai Jamie

Diễn viên khách mời
- Lorna Tolentino[3] trong vai Yugie
- Pops Fernandez
- Joey de Leon trong vai Jake Lorenzo
- Caridad Sanchez trong vai mẹ của Gene
- Archie Adamos trong vai kẻ theo dõi Susie
- Jaime Fabregas trong vai trong vai bố của Marilen
- Vivian Lorraine trong vai mẹ của Marilen
- Jimmy Santos trong vai Juanito
- Rico J. Puno trong vai Billy
- Onyok Velasco trong vai Lester
- Berting Labra trong vai Berto